# 91 Days
91 Days (ナインティワンデイズ  lit. 91 días?) es una serie de anime producida por el estudio de animación Shuka y dirigida por Hiro Kaburaki. La historia está ambientada en la era de la ley seca en los Estados Unidos, y sigue a Angelo Lagusa en su búsqueda de venganza contra la familia Vanetti. El anime se estrenó en Japón el 9 de julio de 2016 y finalizó el 1 de octubre con un total de doce episodios. Un año después el 5 de septiembre de 2017 se estrenó un OVA siendo este el episodio trece. Fue transmitido de forma simultánea por Crunchyroll, y ha sido licenciado en Norteamérica por Funimation.

## Argumento
La historia se desarrolla durante la era de la ley seca en los Estados Unidos, en la ciudad de Lawless, Illinois. Angelo Lagusa, siendo apenas un niño, fue testigo de como su familia fue brutalmente asesinada por miembros de la familia Vanetti en una disputa entre mafias. Tras esto, adopta el nombre de Avilio Bruno con el fin de ocultar su verdadera identidad. Luego de siete años lejos de Lawless, Avilio recibe una carta que hace resurgir en él su deseo de venganza, motivo por el cual decide regresar. Al volver, busca infiltrarse en la familia Vanetti y acercarse a Nero con la intención de vengarse.

## Personajes
Avilio Bruno (アヴィリオ・ブルーノ Avuirio Burūno?)
Voz por: Takashi Kondō, Ayaka Asai (joven)
Es el protagonista de la historia. Su nombre real es Angelo Lagusa. Después de que su familia fuera asesinada, se escondió por siete años y cambió su identidad. Luego de recibir una carta, volvió a Lawless, su ciudad de origen, con la intención de vengarse.
Nero Vanetti (ネロ・ヴァネッティ Nero Vanetti?)
Voz por: Takuya Eguchi
Es el hijo de Don Vincent, capo de la familia Vanetti. Es el objetivo principal de la venganza de Avilio. Se caracteriza por su personalidad alegre y por valorar a su familia por sobre todo.
Vanno Clamente (ヴァンノ・クレメンテ Vuan'no Kuremente?)
Voz por: Daisuke Ono
Es un subordinado de Nero y su mejor amigo. Es leal, pero fácilmente irritable, y está dispuesto a luchar por el bien de sus amigos.
Corteo (コルテオ Koruteo?)
Voz por: Sōma Saitō, Hisako Tōjō (joven)
Es el mejor amigo de Avilio cuando eran niños. Creció en una familia pobre y ahora se gana la vida fabricando alcohol de contrabando, el cual se vuelve popular.
Fango (ファンゴ Fango?)
Voz por: Kenjirō Tsuda
Es un caporegime en la familia Orco, un clan rival de la familia Vanetti. Tiene una personalidad atrevida y trastornada.
Frate Vanetti (フラテ・ヴァネッティ Furate Vuanetti?)
Voz por: Kōtarō Nishiyama
Es el hermano menor de Nero. Frate cree que, siguiendo la voluntad de la familia Galassia, asegurarán la seguridad y protección de la familia Vanetti, por lo que es especialmente acogedor con Ronaldo.
Ronaldo Galassia ((ロナルド・ガラッシア Ronarudo Garasshia?)
Voz por: Yūichi Nakamura
Es el sobrino de Don Galassia, capo de una poderosa organización que domina el área de Chicago. Ronaldo se casó con la hija menor de Vincent, Fio, y con ello se convirtió en miembro de la familia Vanetti.
Barbero (バルベロ Barubero?)
Voz por: Takahiro Sakurai
Es el jefe de los subordinados de Nero. Tiene una actitud calmada, y a menudo, tiene que frenar los excesos emocionales de Nero y Vanno.
Vincent Vanetti (ヴィンセント・ヴァネッティ Vuinsento Vuanetti?)
Voz por: Kazuhiro Yamaji
Es el capo de la familia Vanetti. Es el padre de Nero, Frate y Fio. Posee una presencia abrumadora. Es uno de los objetivos principales de la venganza de Avilio.

## Producción
91 Days es una producción del estudio Shuka ydirigido por Hiro Kaburaki. El guion cuenta con la supervisión de Taku Kishimoto y el diseño de personajes fue realizado por Tomohiro Kishi, mientras que la músic es obra de Shogo Kaida. El tema de apertura es "Signal" por TK, vocalista y guitarrista de la banda Ling Tosite Sigure. El tema de cierre es "Rain or Shine" por la cantante Elisa.

## Lanzamiento

### Lista de episodios
| Número | Número              | Nombres o Títulos                                                                              | Emisión                  |
| # | Tempo.              | Título                                                                                         | Fecha                    |
| --- | ------------------- | ---------------------------------------------------------------------------------------------- | ------------------------ |
| 1 | 1                   | La noche del asesinato "Satsujin no Yoru" (殺人の夜)                                           | 9 de julio de 2016       |
| Angelo es un niño feliz hasta que un día ve cómo la mafia asesina a toda su familia. Varios años después, tras haber huido de la ciudad en la que ocurrió todo, regresa para ver a un viejo amigo y ofrecerle negocios ¿con la mafia? Con un nuevo nombre por bandera, Angelo prepara el inicio de su venganza |                     |                                                                                                |                          |
| 2 | 2                   | El fantasma del engaño "Itsuwari no Gen'ei" (いつわりの幻影)                                   | 16 de julio de 2016      |
| Angelo sigue con su plan de acercarse a la familia Vanetti ganándose su confianza, y la primera oportunidad para Avilio, su alter ego, no tardará en aparecer. Su objetivo es claro: acabar con quienes mataron a su familia.                                                                                  |                     |                                                                                                |                          |
| 3 | 3                   | Rastreando pisadas "Ashioto no Ikisaki" (足音の行先)                                           | 23 de julio de 2016      |
| Con la muerte de Vanno, Avilio es uno de los principales sospechosos. Su plan de culpar a Serpente fracasa cuando regresa al lugar con Nero y el cadáver de este no está. ¿Acaso sobrevivió? ¿Qué pasó con el cuerpo?                                                                                          |                     |                                                                                                |                          |
| 4 | 4                   | Perder para ganar, y lo que viene después "Makete Katte, Sono Ato de" (敗けて勝って、その後で) | 30 de julio de 2016      |
| Nero y Avilio siguen solos en su huida, pero un asesino les sigue la pista. El gigantesco hombre se acerca cada vez más a ellos, y su oportunidad llegará cuando los protagonistas hacen una parada en un pequeño pueblo.                                                                                      |                     |                                                                                                |                          |
| 5 | 5                   | La sangre pide sangre "Chi wa Chi o Yobu" (血は血を呼ぶ)                                       | 6 de agosto de 2016      |
| Una tregua con los Orco cambia la situación de Nero, aunque hay quienes todavía temen por su vida. Parece ser que algo se gesta en el núcleo de la familia. |                     |                                                                                                |                          |
| 6 | 6                   | Para la masacre de un cerdo "Buta o Koroshi ni" (豚を殺しに)                                   | 13 de agosto de 2016     |
| Avilio y Nero negocian con Fango buscando una oportunidad, pero el plan que tienen por delante incluirá tratar con el propio Don Orco. |                     |                                                                                                |                          |
| 7 | 7                   | Un mal jugador "A Ware na Yakusha" (あわれな役者)                                              | 20 de agosto de 2016     |
| La situación entre Nero y Frate ha llegado a un punto de no retorno y la guerra se encrudece mientras Ronaldo y los Galassia tiran de los hilos para destruir a los Vanetti. |                     |                                                                                                |                          |
| 8 | 8                   | La sombra de la cortina "Tobari no Kage" (帳の陰)                                              | 3 de septiembre de 2016  |
| Un nuevo policía llega a la ciudad para encargarse de hacer cumplir la ley seca, lo que hará que los Vanetti procuren deshacerse de él. Mientras tanto, las dudas surgen, los cambios de planes surgen y las traiciones asoman a la vuelta de cada esquina.                                                    |                     |                                                                                                |                          |
| 9 | 9                   | Los deseos profundos y negros "Kurozun da Yabō" (黒ずんだ野望)                                 | 10 de septiembre de 2016 |
| Tras haber asesinado Corteo a Fango, este cae en manos de los Vanetti por haber traicionado a Nero. Mientras tanto, Avilio seguirá intentando desentrañar el misterio de quién le envió la carta que lo llevó hasta ese lugar.                                                                                 |                     |                                                                                                |                          |
| 10 | 10                  | Prueba de buena fe "Seijitsu no Akashi" (誠実の証)                                             | 17 de septiembre de 2016 |
| Ahora que Corteo ha conseguido escapar de los Vanetti, Avilio lo ayuda a salir de la ciudad. Esto hará que las sospechas sobre Avilio se intensifiquen. |                     |                                                                                                |                          |
| 11 | 11                  | Prueba de buena fe "Subete ga Muda-Goto" (すべてがむだごと)                                    | 24 de septiembre de 2016 |
| Avilio está cerca de consumar su venganza, y la reunión de Don Galassia con los Vanetti le abrirá las puertas para trazar un plan junto a Ganzo. |                     |                                                                                                |                          |
| 12 | 12                  | Sorteando el sucio firmamento "Yogore ta Sora o Kaikuguri" (汚れた空をかいくぐり)              | 1 de octubre de 2016     |
| Nero se debate entre los restos de la confianza que depositó sobre Avilio y este rompió, y su sed de venganza. Una venganza encadena otra venganza, y otra... Todo en una ciudad cuyo futuro se consume poco a poco.                                                                                           |                     |                                                                                                |                          |
| 13 | El bajío del tiempo | El bajío del tiempo                                                                            | 5 de septiembre de 2017  |
| Tres historias que ahondan en varios aspectos de los personajes: Nero y sus hermanos de pequeños, la incorporación de Vincent a la Familia y Avilio cuidando de un Nero resfriado. |                     |                                                                                                |                          |

### Especiales
| N.º                                   | N.º  | Nombres o títulos                          | Emisión              |
| N.º                                   | Otro | Título                                     | Fecha                |
| ------------------------------------- | ---- | ------------------------------------------ | -------------------- |
| 1                                     | 7.5  | Vela breve "Mijikai Rōsoku" (短いローソク) | 27 de agosto de 2016 |
| Recuento de los primeros 7 episodios. |      |                                            |                      |